# Maria Cristina Giai Pron
Maria Cristina Giai Pron (Torino, 21 agosto 1974) è un'ex canoista italiana, specialista nel K1 Slalom. Vincitrice di venti titoli italiani, ha partecipato a cinque edizioni delle olimpiadi ottenendo come miglior piazzamento un 4º posto ad Atlanta 1996. Ai Mondiali il suo miglior risultato è stato invece un oro ai Campionati juniores (1992) ed un bronzo nel 2002.

## Biografia
È sorella della canoista Maria Clara Giai Pron.

## Carriera
Avvicinatasi al mondo della canoa grazie al Circolo Amici Fiume Torino, con il tecnico Roberto D'Angelo ha fatto il suo esordio in competizioni internazionali a soli 15 anni, ottenendo un quindicesimo posto nella Coppa del mondo di slalom. Nel 1991, ai Mondiali di Tacen, subì il primo di una serie di infortuni (lussazione alla spalla sinistra) che caratterizzeranno in negativo la sua carriera.
L'anno seguente conquistò il suo primo titolo italiano e partecipò ai Giochi olimpici di Barcellona '92 arrivando diciottesima.
Nel 1993 un nuovo infortunio alla spalla sinistra la tenne ferma per il resto dell'anno, ma non le impedì di centrare la qualificazione ai Giochi olimpici di Atlanta '96 dove arrivò 4° a causa di una penalità per aver toccato una porta. Nel 1998 si infortunò alla spalla destra, nuovamente sul percorso di Tacen. Ai successivi Giochi olimpici di Sydney non riuscì ad arrivare alla finale fermandosi alle qualificazioni, ma due anni dopo ottenne un pronto riscatto con il bronzo ai Campionati mondiali di Bourg-Saint-Maurice.
Nelle successive olimpiadi di Atene 2004 e Pechino 2008 raggiunse la qualificazione alla finale, senza però riuscire a migliorare il 4º posto di Atlanta. Nel 2008 ottenne l'ultimo dei suoi sedici titoli italiani, prima di ritirarsi dalle competizioni nel 2010.

## Palmarès
- Giochi olimpici:
  - Barcellona 1992: 18º posto K1 Slalom
  - Atlanta 1996: 4º posto K1 Slalom
  - Sydney 2000: 16º posto K1 Slalom
  - Atene 2004: 8º posto K1 Slalom
  - Pechino 2008: 10º posto K1 Slalom

- Campionati del mondo:
  - 2003: bronzo k1 slalom